# Kultura Norte Chico

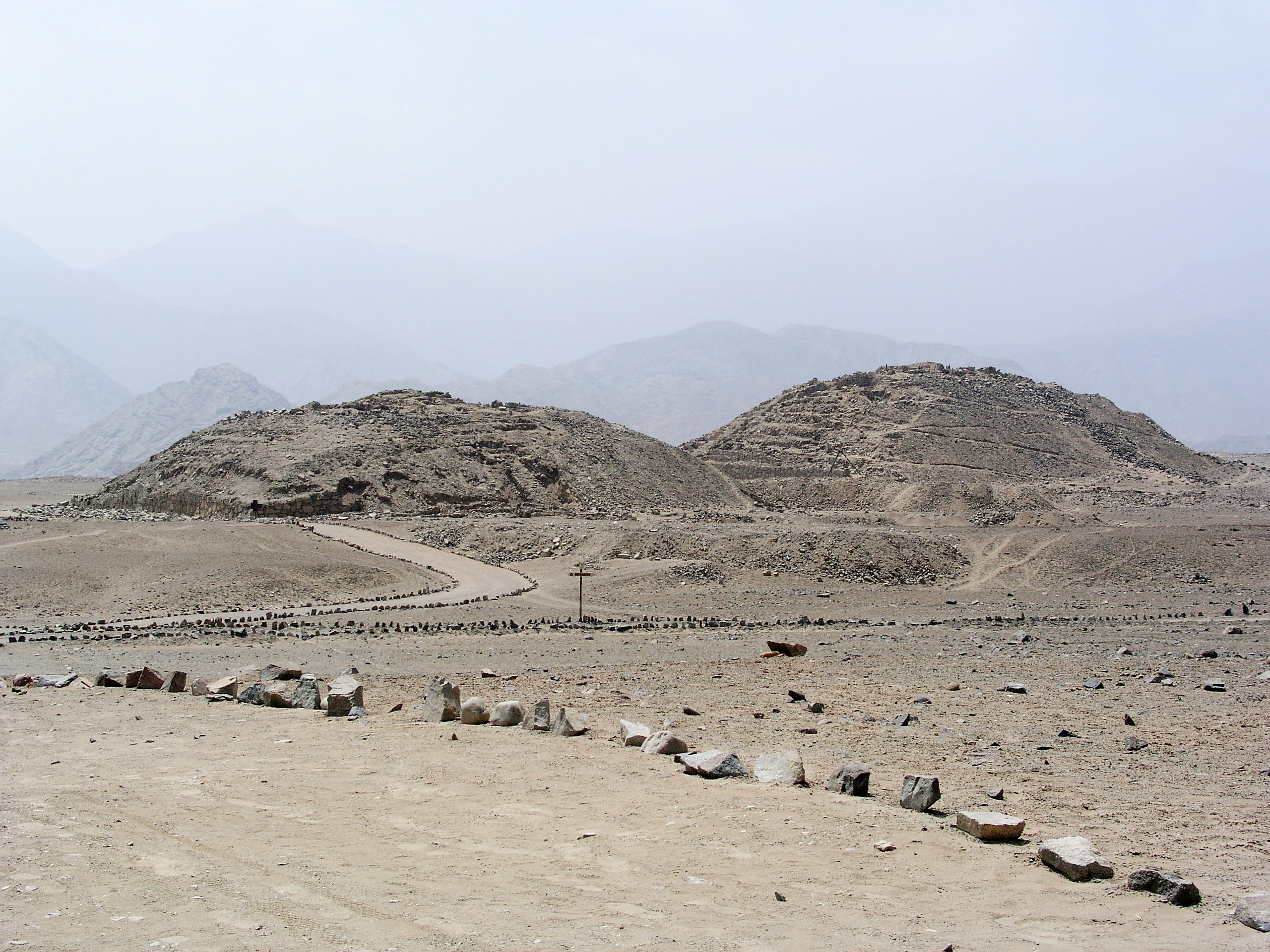
Piramidy w Caral

Norte Chico (również Caral lub Caral-Supe od stanowiska Caral w dolinie Supe, gdzie znajduje się duże, dobrze rozpoznane stanowisko) – kultura archeologiczna prekolumbijskiej Ameryki Południowej funkcjonująca w obecnym regionie Norte Chico, w północnej części wybrzeża Peru w okresie od ok. 3000 r. p.n.e. do ok. 1700 r. p.n.e. Jest to, na terenie obu Ameryk, najstarsza znana cywilizacja posiadająca ośrodki miejskie. Istniała równolegle z egipskim Średnim Państwem i poprzedzała kulturę Olmeków z Ameryki Środkowej o przeszło tysiąc lat.
Znanych jest około 30 dużych ośrodków osadniczych. Jest preceramiczną kulturą późnego okresu archaicznego (należy do ostatniej, fazy V rozciągającej się od 2500 p.n.e. do 1500/1800 p.n.e.). Charakterystyczny jest zupełny brak ceramiki i prawie zupełny brak sztuki. Najbardziej widocznym osiągnięciem jest monumentalna architektura, w tym płasko ścięte kopce przypominające piramidy schodkowe. Znaleziska archeologiczne wskazują na znajomość tkactwa oraz używanie symboli religijnych typowych dla całego obszaru Andów. Wydaje się, że musiała istnieć jakaś rozwinięta struktura polityczna, ale niewiele wiadomo na ten temat, szczególnie w kwestii wpływu zasobów żywnościowych na jej istnienie.
Archeolodzy wiedzieli o starożytnych stanowiskach na tym obszarze przynajmniej od lat 40. XX w. Najważniejszym przebadanym stanowiskiem jest rozpoznane w latach 90 XX w. Caral. Publikacje wyników badań tego stanowiska potwierdziły znaczenie tej kultury i zwiększyły zainteresowanie nią.